# Henri Van Dyck
Henri Joseph Van Dyck (Brugge, 25 maart 1849 - Antwerpen, 9 februari 1934) was een Belgisch kunstschilder.

## Levensloop
Henri (ook: Hendrik) Van Dyck was omstreeks 1869 leerling aan de Academie van Roubaix bij de leraren Constantin Mils en Alphonse-Victor Colas. Nadien was hij leerling aan de Academie voor Schone Kunsten in Antwerpen bij Jozef Van Lerius.  Hij schilderde portretten en genretaferelen. Zijn Binnenzicht van het museum van de Academie in het Museum voor Schone Kunsten in Antwerpen getuigt van grote kwaliteit.
Hij was de vader van Victor Van Dyck (3e plaats Prix de Rome 1889) en de grootvader van Max Van Dyck (winnaar gouden medaille Prix de Rome 1920). Max Van Dyck was de echtgenoot van de kunstschilder Eliane de Meuse. Zij won in 1921 de Godecharleprijs, als eerste vrouw ooit.

## Tentoonstellingen
- 1869 Brussel, Driejaarlijks Salon
- 1872 Brussel, Driejaarlijks Salon
- 1873 Antwerpen, Driejaarlijks Salon
- 1875 Brussel, Driejaarlijks Salon

## Musea
- Antwerpen, Koninklijk Museum voor Schone Kunsten : "Interieur van het oude Museum voor Schone Kunsten in de Mutsaertstraat" (1886).